# Monte San Marino
Monte San Marino è un rilievo dei monti Lepini, nel Lazio, nella provincia di Roma, nel comune di Gorga.